# Great Serpent Mound

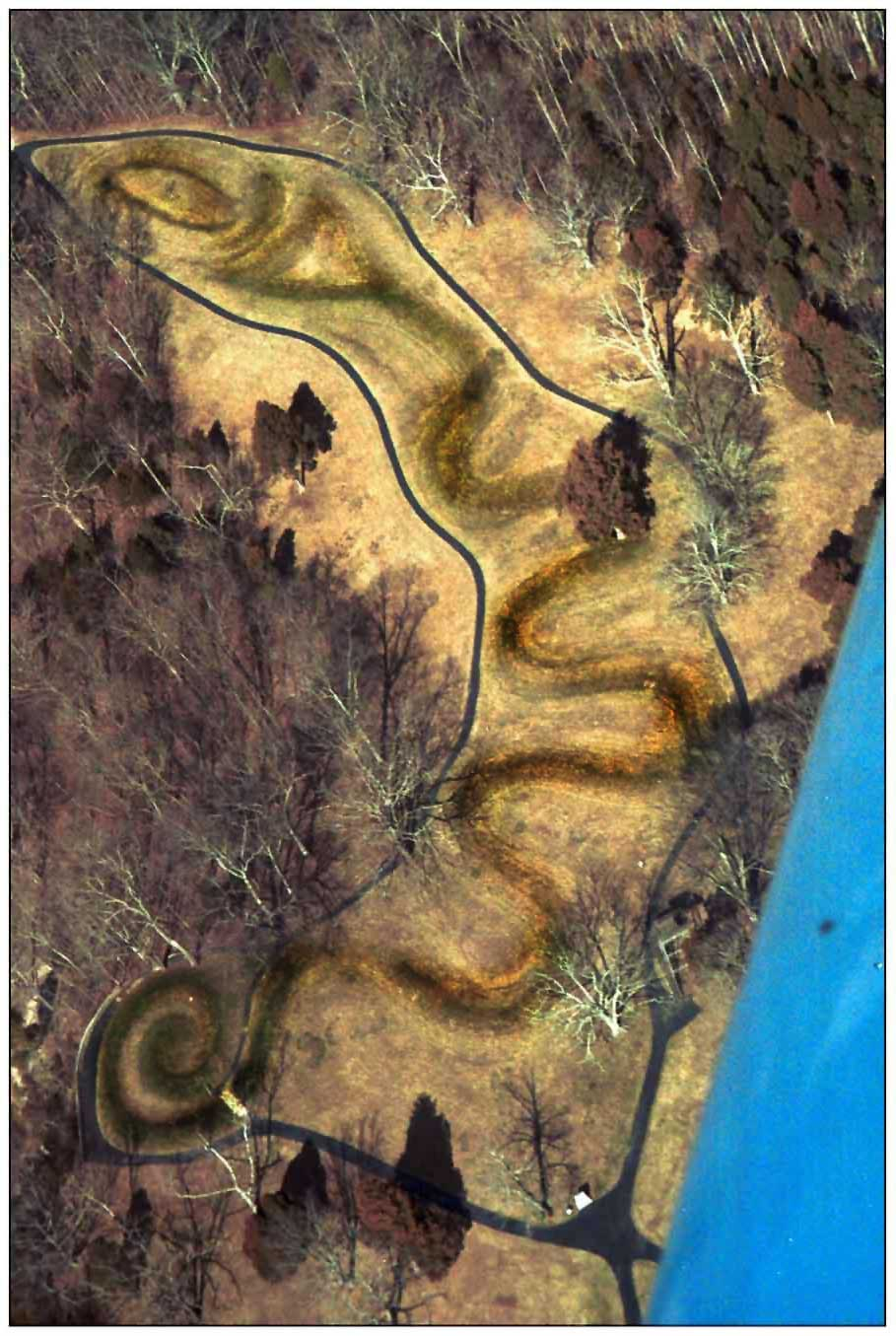
Veduta aerea del sito

Il Great Serpent Mound, talvolta chiamato anche semplicemente Serpent Mound, è un celebre sito archeologico della città statunitense di Peebles, nell'Ohio, consistente in un tumulo a forma di serpente realizzato forse dalla tribù di nativi americani degli Adena in un'epoca compresa tra il 1800 a.C. e il 400 d.C. o forse tra il 1000 e il 1200 d.C.. Si tratta del più grande tumulo di questo genere rinvenuto negli Stati Uniti.

## Descrizione
Il sito è situato nella valle del fiume Ohio e domina il Brush Creek.
Il tumulo misura 411 m in lunghezza (1.300 piedi), 6 metri in larghezza (20-25 piedi), 6 metri in larghezza (20-25 piedi) e 1,5 in altezza (3 piedi).
Il tumulo raffigura un serpente mentre si sta srotolando. A una delle due estremità è raffigurata la bocca nell'atto di ingoiare un uovo.
|  |

## Storia

### Studi
I primi studi sul sito furono effettuati a partire dagli anni quaranta del XIX secolo.
Nel 1883, il sito venne visitato da Frederick Ward Putnam dell'Università di Harvard, che in seguito iniziò un'opera di restauro. In seguito, nel 1900, l'Università di Harvard cedette il sito allo Stato dell'Ohio.
Nel 1933, uscì un saggio redatto da W.H. Buchet, in cui il sito fu definito come "criptovulcanico".
Nel 1947, R.D. Dietz parlò invece di "criptoesplosione".

## Teorie sull'utilizzo
Secondo una teoria, il sito sarebbe servito per interpretare le fasi lunari.
Secondo altri studiosi rappresenterebbe il serpente che in una leggenda indiana ingoia il sole.
Secondo un'altra teoria, proposta nel 1909 dal reverendo battista Landon West, si tratterebbe invece di una raffigurazione del serpente legato al peccato originale.